# Chanson d’Antioche

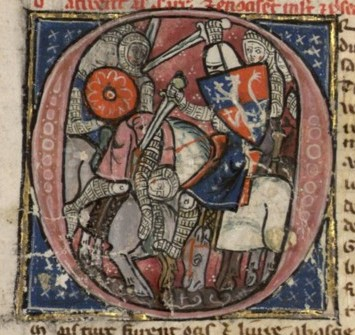
Die Schlacht zwischen Kreuzfahrern und Turken (1097)

Das Chanson d’Antioche (nicht zu verwechseln mit der okzitanischen Canso d’Antiocha des Grégoire Béchada) ist ein chanson de geste bestehend aus 9000 Zeilen in laisses genannter Strophenform, das um 1180 für ein höfisches französisches Publikum verfasst wurde. Es ist einer von zwei quasi-historischen Zyklen epischer Gedichte, die von den Ereignissen der Jahre 1097 bis 1099, dem Ersten Kreuzzug inspiriert wurden: die Eroberung Antiochias und Jerusalems und die Ursprünge der Kreuzfahrerstaaten. Ein zweites Chanson, das sich mit Gottfried von Bouillon befasst, ist das Chanson de Jerusalem. Im 14. Jahrhundert entstand ein weiterer Zyklus, sagenhafter und ausgeschmückt, deutlich mehr Romanze als Epos.
Die Themen des Chansons sind die Predigten für den Ersten Kreuzzug, die Vorbereitungen für den Aufbruch, der tränenreiche Abschied, die Ankunft in Konstantinopel und die Belagerung und Eroberung Antiochias.
Das verloren gegangene Originalgedicht soll von einem Augenzeugen, Richard le Pélerin („Richard der Pilger“), verfasst worden sein, einen Nordfranzosen oder flämischen Troubadour, der es teilweise vor Ort, bei der achtmonatigen Belagerung Antiochias begonnen habe. Es wurde später umgestaltet von Graindor de Douai, einem Zeitgenossen Ludwigs VII., der Details aus den Chroniken hinzunahm, um seine Arbeit lebendiger und genauer zu machen, und dessen Ziel es von Anfang an war, die wahre und lobenswerte Geschichte zu erzählen:
Seignor, oïés canchon, qui moult fait à loer
Par itel convenant la vos puis-je conter...
Je ne vous vorrai mie mensonges raconter
Ne fables, ne paroles pour vos deniers embler
Ains vous dirai canchon où il n’a hamender
Del barnage de Franche qui tant fait à loer!
Dieser Anspruch auf das Berichten der Wahrheit ist Teil des epischen Repertoires des Dichters. Übertreibung und epische Auflistungen sind andere Hauptmittel in diesem Chanson: der Dichter sorgt dafür, dass jeder ritterliche Name erwähnt wird, um unter seinen Zuhörern ein Gefühl des Wiedererkennens zu erzeugen, eine Tradition, die so alt wie Homer ist, mit dem Ergebnis, dass das Chanson d’Antioche von den Herolden und Genealogen späterer Generationen als wortgetreues Dokument angesehen wurde und die Hochachtung der Historiker gewann.
Kreuzzugszyklen hatten im Mittelalter eine große Zuhörerschaft: freie Übersetzungen und Versionen des Chanson d’Antioche findet man auf Spanisch, Englisch, Niederländisch und Deutsch.
Das Chanson d’Antioche wurde vergessen, bis es 1848 in der Hochzeit der Romantik von Paulin Paris gedruckt und veröffentlicht wurde. Die aktuelle Ausgabe des Epos ist die von Suzanne Duparc-Quioc, Paris 1977.